# Literatura de Camerún
La literatura de Camerún incluye obras literarias en francés, inglés y lenguas indígenas. 

## Visión general
Los escritores de la era colonial, como Louis-Marie Pouka y Sankie Maimo, fueron educados por sociedades misioneras europeas y abogaron por la asimilación a la cultura europea como el medio para llevar a Camerún al mundo moderno. Después de la Segunda Guerra Mundial, escritores como Mongo Beti y Ferdinand Oyono analizaron y criticaron el colonialismo y rechazaron la asimilación. Otros escritores de generaciones anteriores incluyen a Guillaume Oyônô Mbia, Mbella Sonne Dipoko, Francis Bebey, René Philombé y kenjo Jumbam. 
Algunos escritores aclamados por la crítica incluyen a Imbolo Mbue, Patrice Nganang, Calixthe Beyala, Bate Besong, Gaston-Paul Effa, Werewere Liking, Ba'bila Mutia, John Nkemngong Nkengasong, Bole Butake, Leonora Miano, Francis B Nyamnjoh y Linus T. Asong.
En 2014, Imbolo Mbue firmó un acuerdo de un millón de dólares con Random House por su primer manuscrito. La novela titulada Behold the Dreamers sigue las tribulaciones de un inmigrante camerunés y un ejecutivo de Lehman Brothers durante la crisis financiera de 2008.

## Premios literarios
Los premios literarios internacionales y bilingües en inglés y francés, Gran Premio de Asociaciones Literarias (GPLA), se lanzaron en Camerún en 2013, y hasta la fecha son los principales premios literarios en Camerún. Ya han contribuido a revelar o confirmar muchos autores talentosos, como Eric Mendi, dos veces ganador en la categoría Belles-Lettres, Charles Salé, Fiston Mwanza Mujila y Felwine Sarr. La GPLA también rinde homenaje a los autores fallecidos a través del Gran Premio de la Memoria, que se otorgó al fallecido autor camerunés Sankie Maimo en la última edición (GPLA 2016).